# Paul Moritz Merbach
Paul Moritz Merbach auch Felix Moritz Merbach (* 25. Dezember 1819 in Dresden; † 10. Dezember 1899 ebenda) war ein deutscher Mediziner, der als Königlich Sächsischer Geheimer Medizinalrat in Dresden wirkte.

## Leben
Paul Moritz Merbach war der Sohn eines sächsischen Geheimen Regierungsrates. Er studierte ab Oktober 1838 an der Universität Leipzig Medizin, promovierte 1844 in Leipzig zum Dr. med. und wirkte anschließend als praktischer Arzt in einer eigenen Praxis in Dresden. Im Jahr 1849 wurde er in der Nachfolge von Hermann Eberhard Friedrich Richter als Professor für Theoretische Heilkunde an die Chirurgisch-medicinische Akademie in Dresden berufen. Paul Moritz Merbach war stellvertretender Direktor der Inneren Klinik und Leiter der inneren Poliklinik und in der Zeit von 1864 bis zu seinem Ruhestand 1895 geschäftsführendes Mitglied des Königlichen Landes-Medizinial-Kollegiums Sachsens.
Die Arbeits- und Forschungsschwerpunkte von Paul Moritz Merbach lagen in den Bereichen Allgemeine und spezielle Pathologische Anatomie sowie Medizingeschichte.
Am 24. August 1865 wurde Paul Moritz Merbach unter der Präsidentschaft des Arztes, Naturphilosophen und Malers Carl Gustav Carus mit dem akademischen Beinamen Ch. Gli. Ludwig unter der Matrikel-Nr. 2051 als Mitglied in die Kaiserliche Leopoldino-Carolinische Deutsche Akademie der Naturforscher aufgenommen.
Paul Moritz Merbach wurde auf dem Trinitatisfriedhof in Dresden beigesetzt.

## Schriften
- De sani cordis dimensionibus earumque commutatione in nonnullis morbis chronicis conspicua. Dissertatio inauguralis medica, Nagel, Leipzig 1844